# غضنفر بیلگه
غضنفر بیلگه (انگلیسی: Gazanfer Bilge; ‏ ۲۳ ژوئیهٔ ۱۹۲۴ – ۲۰ آوریل ۲۰۰۸) کشتی‌گیر آزاد اهل ترکیه بود.